# NFA-Cup 2021
Der NFA-Cup 2021 der namibischen Vereinsfußballmannschaften findet seit dem 16. April 2021 statt. Er wird unter dem Namen MTC NFA Cup vom Mobilfunkbetreiber MTC Namibia gesponsert. Den Gewinner des Pokals 2021 erwartet ein Preisgeld von 500.000 Namibia-Dollar.
Titelverteidiger von 2018 waren die African Stars, diesjähriger Pokalsieger wurde der Civics FC.
Aufgrund der Maßnahmen im Rahmen der COVID-19-Pandemie in Namibia muss der Pokalwettbewerb zum 1. Juni 2021 vorerst eingestellt werden und wurde erst im September 2021 fortgeführt.

## Spielmodus
Es treten in der Endrunde 32 Mannschaften im K.-o.-System an, darunter alle zwölf Erstligisten. Zuvor mussten sich die teilnehmenden Vereine der zweiten Liga (14) und dritten Ligen (jeweils in den Regionen; insgesamt sechs Teilnehmer) in Ausscheidungsspielen qualifizieren.

## Zeitplan
- Vorrunde (Qualifikation): 17. und 18. April sowie 24. und 25. April 2021
- Runde der 32: 15. und 16. Mai 2021 in Grootfontein, Mariental, Tsumeb und Windhoek
- Achtelfinale: 19. und 20. Juni 2021
- Viertelfinale: 3. und 4. Juli 2021
- Halbfinale: 17. und 18. Juli 2021
- Finale: 31. Juli 2021

## Hauptrunde

### Runde der 32
| Datum        |                            | Ergebnis        |                                | Ort                             |
| ------------ | -------------------------- | --------------- | ------------------------------ | ------------------------------- |
| 15. Mai 2021 | Newcastle United           | 0:3             | DTS Hopsol FC (II)             | Oscar-Norich-Stadion (Tsumeb)   |
| 15. Mai 2021 | Young Generations          | 0:2             | Tigers (I)                     | Sam-Nujoma-Stadion (Windhoek)   |
| 15. Mai 2021 | Supa Eleven Mururani       | 2:1             | Kaltes Wasser Football Academy | Omulunga-Stadion (Grootfontein) |
| 15. Mai 2021 | Tura Magic (I)             | 5:0             | Atlanta Bucs FC                | Mariental-Stadion (Mariental)   |
| 15. Mai 2021 | Robber Chanties            | 03:10           | Citizens FC (I)                | Oscar-Norich-Stadion (Tsumeb)   |
| 15. Mai 2021 | Ongwediva City FC          | 0:2             | Black Africa (I)               | Oscar-Norich-Stadion (Tsumeb)   |
| 15. Mai 2021 | Nossob FC                  | 2:1             | Black Marocco Chiefs FC        | Mariental-Stadion (Mariental)   |
| 15. Mai 2021 | Space Age FC               | 0:5             | Mighty Gunners (I)             | Omulunga-Stadion (Grootfontein) |
| 16. Mai 2021 | Khuse Lions FC             | 3:0             | Oshikuku Young Stars FC        | Oscar-Norich-Stadion (Tsumeb)   |
| 16. Mai 2021 | Swakopmund FC              | 2:3             | Ohangwena Nampol FC            | Oscar-Norich-Stadion (Tsumeb)   |
| 16. Mai 2021 | Western Spurs (II)         | 4:3             | Kangweru Black Tops (II)       | Omulunga-Stadion (Grootfontein) |
| 15. Mai 2021 | Eshoke Chula Chula FC (II) | 0:3             | Civics FC (I)                  | Omulunga-Stadion (Grootfontein) |
| 15. Mai 2021 | Julinho Sporting (I)       | 3:4             | Young Brazilians (I)           | Sam-Nujoma-Stadion (Windhoek)   |
| 15. Mai 2021 | Eleven Arrows (I)          | 0:2             | Blue Waters FC (I)             | Sam-Nujoma-Stadion (Windhoek)   |
| 16. Mai 2021 | Young Braves FC            | 1:4             | New Poison FC                  | Omulunga-Stadion (Grootfontein) |
| 15. Mai 2021 | Young African (I)          | ?:? (5:4 i. E.) | Orlando Pirates (I)            | Mariental-Stadion (Mariental)   |

### Achtelfinale
| Datum              |                     | Ergebnis        |               | Ort                             |
| ------------------ | ------------------- | --------------- | ------------- | ------------------------------- |
| 18. September 2021 | Khuse Lions FC      | 4:2             | Nossob FC     | Oscar-Norich-Stadion (Tsumeb)   |
| 18. September 2021 | Mighty Gunners      | 6:2             | New Poison FC | Oscar-Norich-Stadion (Tsumeb)   |
| 18. September 2021 | Super 11            | 0:3             | Tigers        | Oscar-Norich-Stadion (Tsumeb)   |
| 18. September 2021 | Ohangwena Nampol FC | 0:0 (4:5 i. E.) | Young African | Oscar-Norich-Stadion (Tsumeb)   |
| 18. September 2021 | Young Brazlians     | 4:0             | Black Africa  | Mariental-Stadion (Mariental)   |
| 18. September 2021 | Western Spurs       | 0:0 (5:6 i. E.) | Blue Waters   | Jan-Wilken-Stadion (Walvis Bay) |
| 19. September 2021 | DTS                 | 0:2             | Citizens      | UNAM-Stadion (Windhoek)         |
| 19. September 2021 | Tura Magic          | 1:1 (8:7 i. E.) | Civics        | UNAM-Stadion (Windhoek)         |

### Viertelfinale
| Datum              |                  | Ergebnis        |                | Ort                           |
| ------------------ | ---------------- | --------------- | -------------- | ----------------------------- |
| 25. September 2021 | Khuse            | 0:3             | Civics FC      | Oscar-Norich-Stadion (Tsumeb) |
| 25. September 2021 | Tigers           | 1:2             | Mighty Gunners | Oscar-Norich-Stadion (Tsumeb) |
| 26. September 2021 | Young Brazilians | 2:2 (3:5 i. E.) | Blue Waters    | SKW-Stadion (Windhoek)        |
| 26. September 2021 | Citizens         | 0:2             | Young African  | SKW-Stadion (Windhoek)        |

### Halbfinale
| Datum            |                | Ergebnis              |               | Ort                      |
| ---------------- | -------------- | --------------------- | ------------- | ------------------------ |
| 16. Oktober 2021 | Blue Waters    | 1:1 (0:0) (4:5 i. E.) | Civics        | Legare-Stadion (Gobabis) |
| 16. Oktober 2021 | Mighty Gunners | 2:2 (2:0) (4:3 i. E.) | Young African | Legare-Stadion (Gobabis) |

### Finale
| Datum            |                | Ergebnis |        | Ort          |
| ---------------- | -------------- | -------- | ------ | ------------ |
| 23. Oktober 2021 | Mighty Gunners | 2:3      | Civics | (Swakopmund) |